# Magamba (Chunya)
Magamba è una circoscrizione rurale (rural ward) della Tanzania situata nel distretto di Chunya, regione di Mbeya. Conta una popolazione di 10 489 abitanti (censimento 2012).